# Puente de la Cerrada
El Puente de la Cerrada es una localidad y pedanía española perteneciente al municipio de Cazorla, en la provincia de Jaén. Está situada en la parte noroccidental de la comarca de Sierra de Cazorla. Cerca de esta localidad se encuentran los núcleos de Valdecazorla y El Molar.
Se originó como aldea junto a una cerrada natural a las orillas del río Guadalquivir, en la carretera de Torreperogil a Peal de Becerro.
En sus proximidades se construyó una presa, cuyas obras finalizaron el 30 de diciembre de 1963. El embalse está situado en el cauce del Guadalquivir, tiene una superficie 117,62 ha y una capacidad 8 hm³, y dispone de una central hidroeléctrica.
El entorno del río forma parte de los humedales protegidos de Jaén, concretamente del Paraje Natural Alto Guadalquivir.